# Moto G3
O Motorola Moto G3 conhecido também como Moto G3 é o terceiro smartphone da linha Moto G da Motorola Mobility. Foi lançado em 28 de julho de 2015 com Android Lollipop 5.1 e ganhou uma atualização para Android Marshmallow 6.0.

## Ficha técnica
Tem suporte a 16 milhões de cores, com 5 Polegadas. Ele não tem um giroscópio nem conexão NFC.